# Sabino de Heracleia
Sabino de Heracleia foi bispo de Heracleia, na Trácia, e um líder do partido e da seita Macedônio e um dos primeiros escritores dos Concílios eclesiásticos. Ele foi o autor de uma coleção de Atos dos Concílios da Igreja Católica, a partir do Primeiro Concílio de Niceia ao seu próprio tempo. O historiador  William Cavefixa como sendo o ano de 425 o auge da atuação de Sabino. É afirmativo que ele viveu até o final do reinado de Teodósio II, que reinou de 422 à 450 .

## O teólogo
Ele foi juntamente com Eustáquio de Sebaste; Cirilo de Jerusalém; Maratônio de Nicomédia; Elêusio de Cízico; Sofrônio de Pompeiópolis; um dos defensores da reformulação do semi arianismo, promovida pelo bispo de Constantinopla, Macedônio I. Eles negavam a divindade do Espírito Santo  e por isso eram também chamados de pneumatómacos, "adversários do Espírito". Esta corrente (Os macedonianos) não negaram a consubstancialidade, mas (para eles) o Espírito Santo era inferior ao Filho já que por este fora criado.

## O historiador
Muitos escritores serviram-se dos textos de Sabino para pesquisa e incrementar seus pontos de vista sobre os fatos da época em que este viveu. O seu livro A história da igreja (Συναγωγὴ τῶν Συνοδῶν) serviu de referência e consulta, por exemplo, para o historiador  Sócrates de Constantinopla, autor de oHistória Eclesiástica que a ele muitas vezes se refere, citando-o, como não confiável, sob a alegação de que Sabino era partidário e tendencioso e, por isso, omitiu e deliberadamente alterou fatos e declarações adversas aos seus pontos de vista e interesses. Sócrates demonstra como Sabino tenta desmerecer os pais de Niceia, em face das evidências em contrário dos escritos de Eusébio de Cesareia, e não faz qualquer menção a Macedônio, cujos fatos e narrativas ele omite.
Barônio fala fortemente da manipulação sem escrúpulos de Sabino em sua A história da igreja e o chama de "homo mendacissimus", e sugere que Sozomeno dá um relato distorcido da eleição de Atanásio, "ex officina Sabini."